# Ophiomyia oviformis
Ophiomyia oviformis är en tvåvingeart som beskrevs av Mitsuhiro Sasakawa och Fan 1985. Ophiomyia oviformis ingår i släktet Ophiomyia och familjen minerarflugor. Inga underarter finns listade i Catalogue of Life.